# Скандал в Бохемия
„Скандал в Бохемия“ (на английски: A Scandal in Bohemia) е разказ на писателя Артър Конан Дойл за известния детектив Шерлок Холмс. Включен е в книгата „Приключенията на Шерлок Холмс“, публикувана през 1892 година.

## Сюжет
Внимание:  Текстът по-долу разкрива сюжета на произведението (или части от него)!
През март 1888 г. Холмс отива на гости на Уотсън, който се е оженил, и го кани да разследват любопитен случай. Към Холмс се е обърнал неизвестен благородник, който се опитва да скрие истинското си име. Този благородник моли за помощ по деликатен въпрос. Проучвайки писмото му, Холмс почти веднага познава кой е той.
Когато чужденецът идва на Бейкър Стрийт, Холмс предлага на благородника да не крие самоличността си. Холмс знае, че непознатият е Вилхелм Готсрайх Сигизмунд фон Ормщайн, велик херцог на Касел Фелщайн и наследствен крал на Бохемия. Оказва се, че преди няколко години кралят е страстно увлечен по Айрийн Адлър, известна светска дама. По-късно двамата се разделят, но заслепеният от любов крал допуска да извърши много невнимателна постъпка: снима се с Айрийн, и сега тя го изнудва с тази фотография. Кралят се готви да се ожени за дъщерята на шведския крал, но ако Айрийн Адлър изпрати снимката на родителите на принцесата, сватбата ще бъде отменена. Айрийн отказва предложението на краля да му продаде тази снимка, а и опитът да бъде открадната от нея също се оказва безуспешен.
Холмс започва да разследва сам, а вечерта казва на Уотсън, че му се е отдало да изясни случая. Преоблечен като клошар, Холмс наблюдава къщата на Айрийн. При Адлър дошъл нейният годеник, адвокатът Годфри Нортън, и след известно време, тя и Нортън отиват в църквата. Холмс ги проследява дотам и случайно е поканен да стане свидетел на бракосъчетанието на Адлър и Нортън.
Холмс планира вечерта да изиграе малък спектакъл с цел да разбере къде Айрийн крие уличаващата снимка. Холмс наема скитници, които изчакват нейното пристигане и имитират сбиване, в което се намесва преоблечения като свещеник Холмс. „Свещеникът“ се оплаква на Айрийн, че е получил тежка рана, и Айрийн разрешава да го внесат в нейния дом. Междувременно Уотсън хвърля през отворения прозорец димка и вика силно „Пожар! Пожар!“.
След известно време Холмс напуска дома на Айрийн и казва на Уотсън, че е видял къде тя крие снимката. Логиката на Холмс е проста: една жена при пожар ще се впусне да спаси най-ценното. Айрийн се е втурнала към тайника, където е било най-ценното за нея – снимката с краля.
На следващия ден Холмс, Уотсън и кралят отиват в дома на Айрийн, но намират къщата празна. През нощта Айрийн и нейният съпруг заминали за Европа, а в тайника вместо снимката намират писмо до Холмс. В него Айрийн изказва уважение към великия детектив и обещава, че няма никога да показва снимката, защото се е омъжила и не иска да разваля сватбата на бившия си възлюбен. На Холмс тя оставя за спомен собствената си фотография. За Холмс тя завинаги остава „Жената“, от която е претърпял поражение.

## Адаптации
Разказът е екранизиран през 1921 г. във Великобритания в едноименния филм с участието на Ейли Норууд в ролята на Холмс, Хюбърт Уилис като Уотсън, и Джоан Бевърли като Ирен Адлер.
През 1951 г. отново е филмиран с участието на Алън Уитли в ролята на Холмс, Реймънд Франсис в ролята на Уотсън и на Олга Едуардс като Ирен Адлер.
Екранизиран е през 1983 г. в СССР с участието на Василий Ливанов в ролята на Холмс, Виталий Соломин като Уотсън и на Лариса Соловьова като Ирен Адлер.
През 1984 г. е адаптиран отново във Великобритания с Джеръми Брет като Холмс, Дейвид Бърк като Уотсън, и Гейл Хъникът като Ирен Адлер.
Отново във Великобритания е екранизиран през 2010 г. с Бенедикт Къмбърбач като Холмс, Мартин Фрийман като Уотсън, и Лара Пълвър като Ирен Адлер. 